# 维埃纳区
维埃纳区（法語：arrondissement de Vienne）是法国伊泽尔省所辖的一个区。总面积1489.7平方公里，总人口214674，人口密度144人/平方公里（2018年）。主要城镇为维埃纳。

## 辖区
维埃纳区辖有113个市镇。